# Hieracium inulifrons
Hieracium inulifrons là một loài thực vật có hoa trong họ Cúc. Loài này được Sennikov mô tả khoa học đầu tiên năm 2006.